# Falcon 1

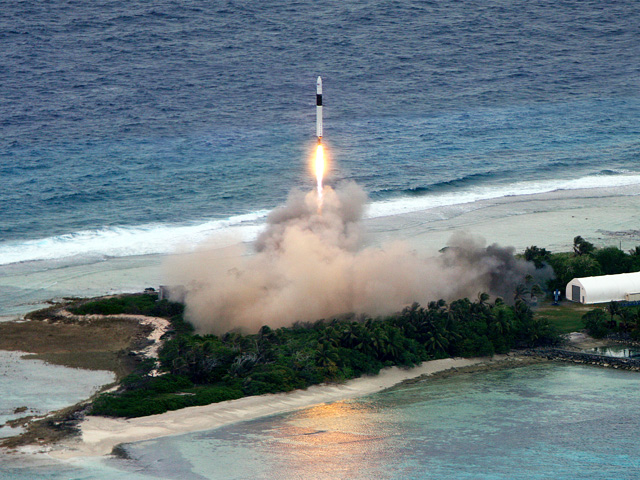
Falcon 1 vlucht 5 wordt gelanceerd vanaf Omelek Island.

De Falcon 1 was de eerste raket uit de Falcon-reeks van SpaceX, die tussen 2006 en 2009 vijf keer werd gelanceerd en de technische basis vormde voor de Falcon 9 en indirect ook voor de Falcon Heavy. De Falcon 1 was een tweetrapsraket voor lichte ladingen en kon tot 670 kg in LEO (een lage baan om de Aarde) brengen en tot 430 kg in GTO (geostationaire overgangsbaan). De Falcon 1 werd gelanceerd vanaf Omelek, een eiland dat deel uitmaakt van het Kwajalein-atol dat deel van de Marshalleilanden is.

## Ontwerp
De Falcon 1 was 21,30 meter lang, had een diameter van 1,70 meter en had volgetankt 27.670 kilogram massa.
De eerste trap was op de eerste twee raketten uitgerust met een door SpaceX ontwikkelde Merlin 1A-raketmotor. De tweede trap met een eveneens door SpaceX ontwikkelde Kestrel. Na twee mislukte lanceringen werd de Merlin 1C ontwikkeld voor de eerste trap. Als brandstof gebruikte de Falcon 1 RP-1-raketkerosine en vloeibare zuurstof, afgekort Liquid OXygen of LOX.

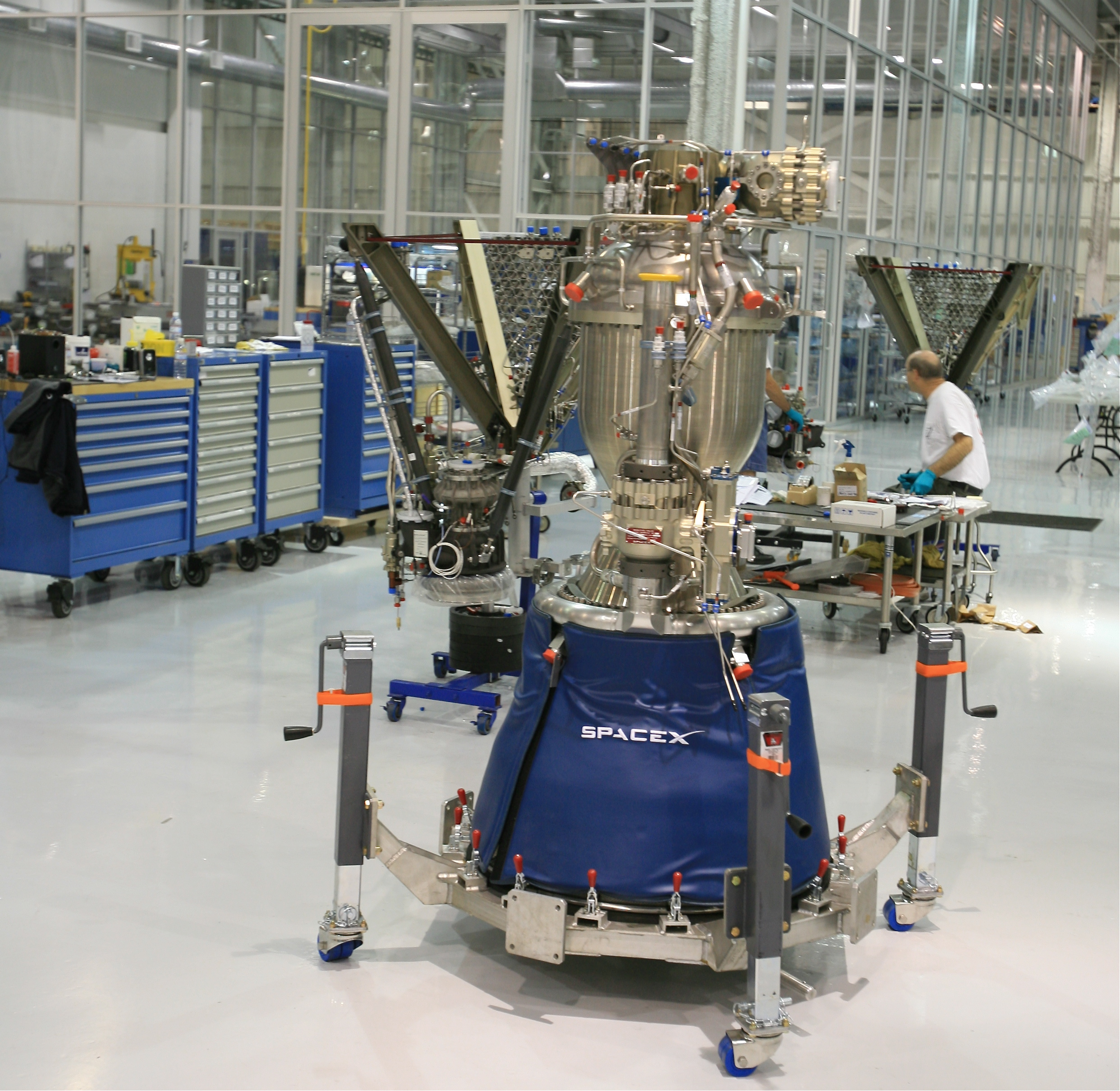
Merlin-motor

De Merlin 1A en Merlin 1C zijn gasgenerator-cyclus-motoren. Deze gebruiken turbopompen, turbine en een voorverbrander om de brandstof (RP-1 en LOX) in de verbrandingskamer te krijgen en te mengen. Hierdoor kan de brandstof veel sneller en in grotere hoeveelheden verbranden, wat een betere brandstof-kracht-verhouding levert. In een gasgenerator-cyclus wordt een klein deel van de brandstof verbrand om de turbopompen aan te drijven. De Merlin 1C kon 420 kN stuwkracht leveren op zeeniveau en in het vacuüm van de ruimte liep dat op tot 480 kN. De Merlin 1A had een ablatieve koolstofvezel straalpijp. De Merlin 1C had een metalen verbrandingskamer en straalpijp die werden gekoeld door er per seconde 45 kilogram RP-1 raketkerosine doorheen te pompen die vervolgens als brandstof werd gebruikt. Op deze manier werd zo’n 10 megawatt hitte geabsorbeerd.

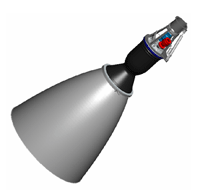
De Kestrel upperstage-motor

De Kestrel is een zogenaamde op druk gevoede vloeibarebrandstofmotor waarbij de brandstof (RP-1 en LOX) door druk in de brandstoftanks in de verbrandingskamer komt. De Kestrel kon tot 31 kN stuwkracht leveren.

## Geschiedenis
Voor de oprichting van SpaceX in 2002 had SpaceX-CEO en -oprichter Elon Musk in 2000 gepoogd een Russische militaire raket te kopen om die (met een muis als lading) naar Mars te lanceren. Nadat dit niet lukte en hij erachter was gekomen welke politieke spelletjes in de raketindustrie werden gespeeld en welke bedragen erin omgingen, besloot hij SpaceX op te richten waarmee hij zelf een (commerciële) raket zou ontwikkelen om met de Pegasus-raket te concurreren. Deze raket werd aanvankelijk Falcon LV genoemd en later Falcon of Falcon 1.

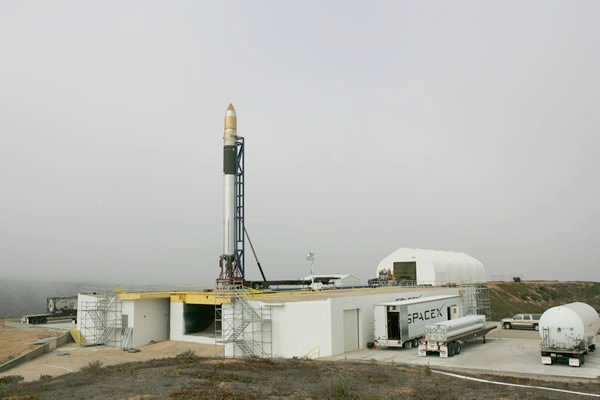
Een Falcon 1 in 2005 op Lanceercomplex 3W van Vandenberg Air Force Base, het lanceerplatform waar SpaceX uiteindelijk nooit zou lanceren

Aanvankelijk zou SpaceX de eerste Falcon 1 in mei 2005 lanceren vanaf Vandenberg Air Force Base. Die lancering werd echter steeds uitgesteld omdat deze over Lanceercomplex 4E waar de laatste Titan IVB-raket met een dure NRO-satelliet werd klaargemaakt zou vliegen. Die Titan-lanceringen liep veel vertraging op. Uiteindelijk besloot SpaceX noodgedwongen naar het eiland Omelek dat wordt beheerd door de USAF als onderdeel van de Ronald Reagan Ballistic Missile Defense Test Site uit te wijken.
De eerste drie lanceringen mislukten door uiteenlopende oorzaken. De eerste Falcon 1 explodeerde op 24 maart 2006 na 33 seconden in de vlucht, nadat lekkende brandstofleiding in de Merlin 1A-raketmotor brand veroorzaakte.
De tweede Falcon 1-lancering, op 21 maart 2007, ging volgens plan tot het afstoten van de eerste trap. De interstage (de ring die tussen de eerste en de tweede trap zit) botste direct na de afkoppeling tegen de straalpijp van de Kestrel-raketmotor van de tweede trap. Dit leverde geen schade op. De doorvliegende tweede trap begon echter na verloop van tijd te schudden door het steeds hevigere klotsen van de brandstof in de tanks. Een minuut te vroeg, op een hoogte van 289 km, stopte de Kestrel. SpaceX kon de proeflading afstoten, maar de snelheid lag met 5 kilometer per seconde te laag om in een baan om de Aarde te geraken. SpaceX was tevreden, aangezien 95% van de doelen werd gehaald.
De derde Falcon 1-lancering (de eerste met een Merlin 1C-raketmotor – de Merlin 1B werd wel ontwikkeld, maar nooit gebruikt) op 3 augustus 2008 ging mis na de afkoppeling, toen de eerste en tweede trap met elkaar botsten doordat de eerste trap nog wat in de leidingen overgebleven brandstof verbrandde.

#### Dreigend bankroet; succesvolle lanceringen
Na de derde mislukte lancering stond SpaceX aan de rand van een faillissement en besloot SpaceX-CEO Elon Musk zijn laatste privékapitaal in SpaceX te investeren om alles in te zetten op de volgende lancering. Bij een volgende mislukking zouden zowel Musk als SpaceX bankroet zijn. Met de volgende lancering op 28 september 2008 werd echter met succes een dummysatelliet in de ruimte gebracht. Bijna een jaar later werd de laatste Falcon 1 gelanceerd, die de Maleisische satelliet RazakSAT in de ruimte bracht.

#### Geplande herbruikbaarheid
Aanvankelijk had SpaceX plannen om de eerste trap van de Falcon 1 herbruikbaar te maken en zo kosten te besparen. De eerste trap zou dan aan parachutes in zee moeten landen en met een schip worden opgehaald. De Merlin 1C was al voor dit doeleinde ontworpen.

#### Annulering
Twee succesvolle vluchten kreeg SpaceX een subsidie van NASA om een grotere raket te ontwikkelen en werd de productie van Falcon 1 gestaakt omdat Elon Musk erachter was gekomen dat het grote geld voornamelijk in de midden- en zwareklasseraketlanceringen te verdienen was. Reeds geboekte ladingen werden (eventueel als secundaire lading) overgeboekt naar de Falcon 9. De Falcon 9 v1.0 die hierna werd ontwikkeld maakte gebruik van 9 Merlin 1C-raketmotoren in de eerste trap en een voor vacuüm aangepaste Merlin 1C voor de tweede trap. De Kestrel werd niet meer gebruikt. De ontwikkeling van de geplande Kestrel 2 en de Falcon 1E werd geannuleerd. Ook het voor de Falcon 1 verbouwde Lanceercomplex SLC-3W van Vandenberg Air Force Base werd niet voor lanceringen ingezet.
In augustus 2016 vertelde Gwynne Shotwell tijdens de Conference on Small Sats van de Utah State University dat ze destijds veel moeite had om Falcon 1-vluchten te verkopen. De markt voor kleine satellieten verbeterde in de jaren daarna wel, en diverse bedrijven hebben vergelijkbare raketten daarvoor in ontwikkeling. SpaceX ziet voor zichzelf echter geen doel in het hervatten van de Falcon 1-productie.

## Laatste exemplaar
Op 11 juli 2018 werd een Falcon 1 die al jaren voor schroot op een opslagplaats in de openlucht lag, naar het hoofdkwartier van SpaceX overgebracht. Naar verluidt zou deze daar aan het plafond worden gehangen zoals ook met een Dragon-capsule is gedaan.
Op 28 september 2019, op de dag af 11 jaar na SpaceX eerste succesvolle lancering, werd deze booster naast het die dag afgebouwde Starship MK1-prototype geplaatst voor Elon Musks jaarlijkse Starship-update die dat jaar op  SpaceX South Texas Launch Site werd gehouden.